# Troizen (König)
Troizen (altgriechisch Τροιζήν Troizén, lateinisch Troizen) ist in der griechischen Mythologie ein König und eponymer Heros von Troizen. Er war der Sohn des Pelops und der Hippodameia. Er war der Vater von Anaphlystos und Sphettos, die nach Attika auswanderten. Nach ihnen wurden später zwei Demen und zwei Trittyes benannt (Kleisthenische Reformen).
Troizen verließ zusammen mit seinem Bruder Pittheus seine Heimatstadt Pisa und sie besetzten gegenüber der Insel Poros einen Teil des Herrschaftsbereichs des Königs Aëtios. Nach einiger Zeit verdrängten sie Aëtios ganz aus der Herrschaft und übernahmen das gesamte Königreich. Nach Troizens Tod siedelte Pittheus alle Einwohner in einer Stadt an und benannte sie nach seinem verstorbenen Bruder Troizen.